# Nomiki
Nomiki – wieś w Polsce położona w województwie podlaskim, w powiecie sokólskim, w gminie Sokółka.
Wieś położona ok. 12 km na wschód od Sokółki, zabudowa zwarta, tylko kilka domów na koloniach, dawna szkoła podstawowa na miejscu. Dawna wieś chłopów królewskich w ekonomii grodzieńskiej. Swymi początkami może sięgać XV w. W czasie pomiary włócznej ok. 1560 r. została osadzona na 22 włókach. Pierwsza wzmianka o siole Monikowiczy pochodzi z 1578 r. (Rkps AK I 10, s. 138-139). Osadzono w niej Litwinów i Rusinów odbywających pańszczyznę na folwarku w pobliskim Odelsku. Po najeździe szwedzkim 9 włók opustoszało. Część ich oddano chłopom przesiedlonym ze wsi przekazanych Tatarom (Rkps OSB-5620 U S. 434-436). W 1789 r. liczyła 24 dymy (Rkps DA-4056 k. 83).
W latach 50. i 60. XX wieku Stanisław Glinka zebrał materiały do słownika gwarowego wsi Nomiki, który stanowi zasadniczą część wydanej w 2021 r. książki Michała Kondratiuka pt. Kultura materialna wsi białostockiej i jej zmiany w świetle gwar ludowych XX wieku.
W latach 1975–1998 miejscowość administracyjnie należała do województwa białostockiego.
Wierni kościoła rzymskokatolickiego należą do parafii Świętej Trójcy i św. Dominika w Klimówce.

## Położenie
Wieś jest oddalona o ok. 800 m od granicy z Białorusią. Na północy sąsiaduje z wsiami Klimówka, Szymaki, Bilminy, na wschodzie granica państwowa z Białorusią oraz wsią Odelsk, od południa sąsiaduje z wsią Wojnowce, natomiast na zachodzie z Palestyną i Zaśpiczami. Nomiki należą do parafii w Klimówce.